# Ella Rumpf

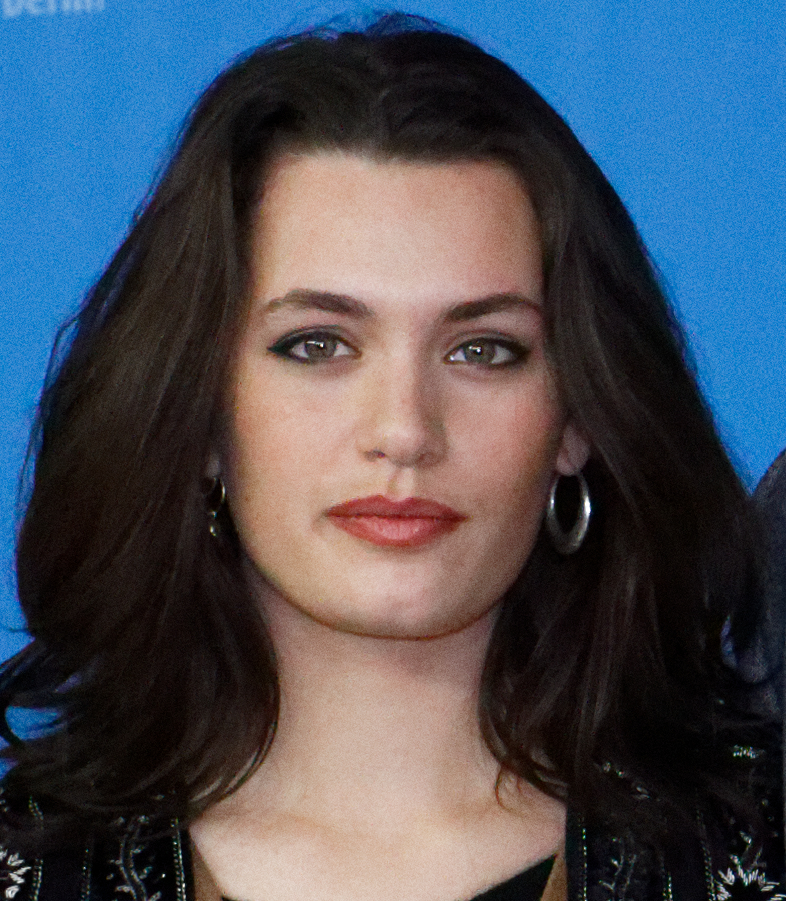
Ella Rumpf, 2017

Ella Rumpf (* 4. Februar 1995 in Paris) ist eine schweizerisch-französische Schauspielerin, die vor allem durch ihre Rolle als Alexia im Horror-Drama Raw (2016) bekannt wurde. Der Film gewann die Sutherland Trophy beim BFI London Film Festival 2016.
Weitere bemerkenswerte Rollen spielte sie als die von der Kritik gefeierte Tiger in Tiger Girl (2017) sowie als Hanna in Die göttliche Ordnung (2017), dem offiziellen Schweizer Beitrag für die Kategorie Bester fremdsprachiger Film bei der 90. Oscarverleihung.

## Biografie
Ella Rumpf, die in Paris geborene schweizerisch-französische Schauspielerin, wuchs in Zürich zweisprachig auf. Sie ist Tochter eines Schweizer Familien- und Paarberater und einer französischen Lehrerin und Lektorin. Sie besuchte die Rudolf-Steiner-Schule und entdeckte ihre Leidenschaft für die Schauspielerei, als sie mit 14 Jahren die Hauptrolle in Romeo und Julia erhielt.
Ihr Schauspieldebüt gab sie 2011, mit 16 Jahren, in einer kleinen Rolle in Friederike Jehns Film Draussen ist Sommer. Dies motivierte sie, von 2013 bis 2015 in London das Giles Foreman Centre for Acting zu besuchen und eine Schauspiel-Karriere anzustreben.
In Simon Jaquemets mehrfach ausgezeichnetem Erstlingswerk Chrieg übernahm sie 2014 mit kahlgeschorenem Haupt die Rolle der schwererziehbaren Ali. Nach ihrer Schauspielausbildung folgten eine Nebenrolle im Tatort, der französische Kannibalen-Horrorfilm Raw (2016) sowie die Rolle der toughen Tiger in Jakob Lass’ Tiger Girl. In Die göttliche Ordnung (2017) verkörperte sie die aufmüpfige Hanna. In Lindenberg! Mach dein Ding (2020) spielte sie die im Song „Cello“ von Udo Lindenberg verewigte Jugendliebe des Titelhelden. Zudem spielte sie die weibliche Hauptrolle in der ebenfalls 2020 ausgestrahlten Netflix-Serie Freud über den österreichischen Begründer der Psychoanalyse. 2023 spielte sie die Titelrolle in der französisch-schweizerischen Langfilmproduktion Le Théorème de Marguerite, eine Doktorandin in Mathematik, welche sich in der Forschung verliert und findet. Der Film fand sich in der Auswahl des Filmfestivals von Cannes 2023 und brachte ihr ein Jahr später jeweils den Prix Lumière und den César als beste Nachwuchsdarstellerin ein.

## Filmografie
- 2012: Draussen ist Sommer
- 2014: Chrieg
- 2016: Tatort: Kleine Prinzen
- 2016: Raw (Grave)
- 2017: Tiger Girl
- 2017: Für dich dreh ich die Zeit zurück
- 2017: Die göttliche Ordnung
- 2018: Asphaltgorillas
- 2019: Gut gegen Nordwind
- 2019: Sympathie pour le diable
- 2020: Lindenberg! Mach dein Ding
- 2020: Freud (Fernsehserie, 8 Folgen)
- 2021: Soul of a Beast
- 2022–2024: Tokyo Vice (Fernsehserie, 9 Folgen)
- 2023: Fearless Flyers – Fliegen für Anfänger (Northern Comfort)
- 2023: Die Gleichung ihres Lebens (Le Théorème de Marguerite)
- 2025: Des preuves d'amour
- 2025: Sandman (The Sandman, Fernsehserie)

Musikvideo:
- 2016: Ausgebombte Herzen – Swiss und die Andern

## Auszeichnungen
Schweizer Filmpreis 2024
- Auszeichnung in der Kategorie Beste Darstellerin für Le Théorème de Marguerite[5]